# 1560
1560. је била проста година.

## Догађаји

### Фебруар
- 8. фебруар — Турске галије натерале у бекство шпанску флоту, под командом војводе Медине, у бици код Триполија.
- 27. фебруар — Енглеска и Лордови конгрегације су потписали споразум из Бервика, којим ће се Французи истерати из Шкотске.

### Датум непознат
- Википедија:Непознат датум — На заповест цара Ивана Грозног је саграђен и мушки манастир Успења Пресвете Богородице у коме се чува Тихвинска икона Пресвете Богородице.

## Смрти

### Фебруар
- 29. септембар — Густав Васа, краљ Шведске
- 5. децембар — Франсоа II Валоа, француски краљ